# На изломах
«На изломах» — двучастный рассказ Александра Исаевича Солженицына, опубликованный в 1996 году и рассказывающий о судьбах людей в годы экономических реформ в России 1990-х годов.

## История создания и публикации

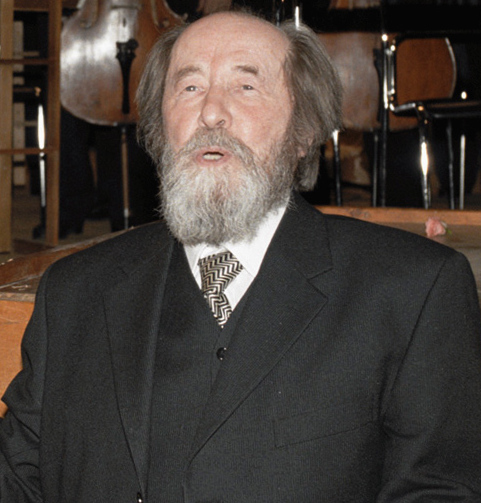
А. И. Солженицын в 1998 году

Рассказ написан весной 1996 года и опубликован в июньском номере журнала «Новый мир» за тот же год.
Ольга Протасова отмечает, что литературными прототипами героев рассказа могла стать «четвёрка самолётовцев» — основателей товарищества с ограниченной ответственностью «Самолёт» в Саратове в 1991 году.

## Сюжет
В первой части рассказывается о карьерном взлёте Дмитрия Емцова, родившегося в конце 1920-х годов в семье заводского начальника цеха. Хотя ещё во время учёбы в институте у Емцова начала складываться успешная карьера по линии комсомола, он решает перейти на производство и возвращается на Волгу, где поступает на работу на завод авиационного оборудования, работающий на ВПК. Благодая смелости и своевременным инициативам Емцов уже в 1960 году, после совещания у Устинова в связи с полётом Пауэрса, становится директором завода, оставаясь на этой должности вплоть до распада СССР. Он берётся разрабатывать новейшие технологии, его завод растёт, Емцов становится Героем Соцтруда. В конце 1980-х годов, при сокращении заказов на предприятиях ВПК, Емцов одним из первых понимает, что наступивший крах необратим, и переходит к коммерческой деятельности, приватизировав завод и раздробив его на множество мелких предприятий. В отличие от тех директоров военных заводов, которые надеялись на помощь государства, действия Емцова помогли ему стать крупным бизнесменом и прийти к мысли о том, что «делать деньги — оказалось интересное занятие».
Действие второй части рассказа происходит в середине 1990-х годов в одном из российских областных центров, главный герой — Алексей Толковянов, которому нет ещё и тридцати лет. Подающий в студенческие годы надежды студент-физик, он был взят в армию, после возвращения из которой утратил интерес к учёбе и, на волне перемен, вместе с товарищами основал коммерческий банк, который вскоре стал очень прибыльным. Однажды на Алексея совершается покушение: в подъезде его дома взрывается бомба, но ему с женой чудом удаётся спастись. Следователь Косаргин, бывший чекист, теперь работающий в отделе по борьбе с оргпреступностью, ведёт дело о покушении и в разговорах с Алексеем пытается понять, как пережить крах последних лет и что ждёт Россию. Исполнителя покушения удаётся задержать, однако к суду из дела исчезают улики, связанные с заказчиком. Новые правительственные реформы, связанные с банками, приводят к тому, что компаньоны Алексея начинают вести свои дела, и их общий бизнес грозит развалиться. В поисках кредита Алексей обращается к Емцову, которому уже под семьдесят лет и который покровительствует молодому человеку, чувствую в таких, как он, свою «смену». Алексей задумывается о том, прав ли он был, когда в студенческие годы отошёл от науки, которая его так интересовала, и в которой, несмотря на отсутствие явных перспектив, «далеко-далеко виделся свет, и слабел. А, ведь, фосфоресцировал».

## Издания
- Солженицын А. И. На изломах. Двучастный рассказ // Новый Мир. 1996. №6.
- Солженицын А. И. На изломах: Малая проза. Ярославль: Верхняя Волга, 1998; 2000.
- Солженицын А. И. На изломах: рассказы, крохотки, публицистика. Екатеринбург: У-Фактория, 2007.
- Солженицын А. И. На изломах: рассказы, крохотки, публицистика. Москва: АСТ, 2009.
- Солженицын А. И. Собрание сочинений в 30 томах. Т. 1. Рассказы и Крохотки. М.: Время, 2007. С. 405–442.

## Отзывы
Юрий Кублановский в дневнике за 2009 год писал о том, что перечитывал рассказ «На изломах» «и вдруг “всей кожей почувствовал”, что я — единственный, кто этот рассказ сейчас в России читает. И вовсе не потому, что рассказ дурен, а потому что безвозвратно ушло время такой — “производственной” — прозы». Содержание рассказа он резюмирует так: «Рассказ о том, как криминальная революция 90-х задушила добросовестного, пусть и совкового, работника и организатора. Всё правильно. Но — ушло».
По мнению Владимира Бондаренко, в рассказе Солженицына, как и в повести Леонида Бородина «Ушёл отряд», «оба писателя признают – лишь сталинским жёстким командованием была выкована великая Победа, была построена космическая держава». Алла Латынина, напротив, подчёркивает, что слова о великом сталинском «Разгоне», который завершился только с распадом СССР, Солженицын вкладывает в уста своего персонажа Емцова, которого автор отнюдь не героизирует: «Писатель исследует этот человеческий тип: энергичного, понятливого, чрезвычайно эффективного менеджера, технократа, не подверженного интеллигентской болезни рефлексии». 